# Вълноопашата синьоочка
Вълноопашатите синьоочки (Pseudomugil furcatus) са вид актиноптери от семейство Меланотении (Melanotaeniidae).
Те са недостатъчно проучен вид.
Таксонът е описан за пръв път от Джон Тредуел Никълс през 1955 година.